# HMS Uganda
Lo HMS Uganda (pennant number 66) fu un incrociatore leggero della Royal Navy britannica, parte della classe Crown Colony ed entrato in servizio nel gennaio 1943.
Attivo durante la seconda guerra mondiale, l'incrociatore operò sotto le insegne britanniche in Atlantico e mar Mediterraneo fino al suo trasferimento, nell'ottobre 1944, alla Royal Canadian Navy; sotto la designazione di HMCS Uganda, l'incrociatore operò come nave ammiraglia della flotta canadese prestando servizio nel teatro del Pacifico (unica unità navale canadese a combattere contro i giapponesi) fino alla conclusione del conflitto. Rinominata HMCS Quebec nel gennaio 1952, l'unità partecipò alla guerra di Corea per poi essere radiata dal servizio il 15 giugno 1956 e avviata alla demolizione nel 1961.

## Storia

### Servizio nella Royal Navy
Impostata nei cantieri navali della Vickers-Armstrongs di Newcastle upon Tyne il 20 luglio 1939, l'unità fu varata il 7 agosto 1941 con il nome di Uganda in onore dell'omonima colonia africana del Regno Unito, prima e unica nave della Royal Navy a portare questo nome; l'incrociatore entrò poi in servizio il 3 gennaio 1943 in forza al 10th Cruiser Squadron della Home Fleet di base a Scapa Flow.
Nel febbraio 1943 l'Uganda fu assegnato alla protezione dei convogli navali in Atlantico, facendo base da marzo nel porto di Freetown in Sierra Leone; il 5 maggio, insieme all'incrociatore HMS Charybdis, scortò il transatlantico Queen Mary con a bordo il primo ministro Winston Churchill diretto a Washington. Trasferito nella base di Algeri il 26 giugno, l'incrociatore partecipò a partire dal 9 luglio alle operazioni dello sbarco in Sicilia, recuperando i naufraghi della nave ospedale Talamba affondata in un attacco aereo il 10 luglio e cannoneggiando Augusta l'11 luglio. Il 9 settembre l'Uganda partecipò invece allo sbarco di Salerno, fornendo fuoco di copertura ai reparti terrestri e riportando alcuni danni leggeri dopo una collisione, a seguito di manovre evasive durante un attacco aereo, con l'incrociatore HMS Delhi.
L'incrociatore continuò con le sue missioni di supporto di fuoco al largo di Salerno, ma il 13 settembre fu colpito da una bomba planante radiocontrollata Ruhrstahl SD 1400 tedesca: l'ordigno causò gravi danni, colpendo lo scafo sul lato di dritta a poppa e attraversando sette ponti e la parte inferiore della nave prima di esplodere. Portato a Malta per le prime riparazioni, l'incrociatore salpò poi per gli Stati Uniti d'America arrivando ai cantieri di Charleston il 3 dicembre seguente.

### Servizio nella Royal Canadian Navy

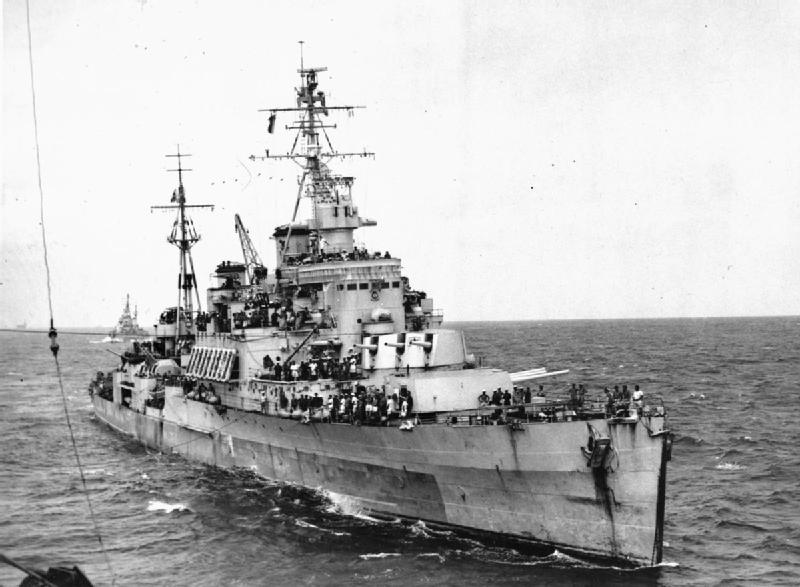
La nave nel 1945 dopo il suo passaggio alla Royal Canadian Navy

L'Uganda rimase in riparazione fino al settembre 1944, e durante tale periodo fu sottoposto a vari lavori di modernizzazione: in particolare, furono eliminati gli idrovolanti imbarcati con i loro hangar e le catapulte e lo spazio così guadagnato fu destinato a nuove apparecchiature radar e radio; rientrato in servizio, il 21 ottobre 1944 l'incrociatore fu trasferito alla marina militare canadese, assumendo quindi il prefisso navale HMCS. Rientrato nel Regno Unito il 30 ottobre, l'Uganda fu sottoposto ad ulteriori lavori di ammodernamento (riguardanti in particolare gli apparati radar) prima di essere assegnato alla costituenda British Pacific Fleet (BPC) per operare contro i giapponesi; durante il viaggio di trasferimento via Mediterraneo, dovette sostare ad Alessandria d'Egitto nel gennaio 1945 per riparare i danni causati dall'esplosione accidentale di un siluro.
Raggiunta l'Australia il 14 febbraio 1945, l'Uganda operò brevemente nell'oceano Indiano orientale prima di trasferirsi nel Pacifico con il resto della BPC: tra l'8 e l'11 aprile l'incrociatore fornì copertura e protezione antiaerea a un raid di portaerei britanniche e statunitensi contro le isole Sakishima e Formosa, mentre tra il 2 e il 9 maggio tornò alle Sakishima per condurre una serie di bombardamenti costieri, subendo anche senza danni degli attacchi kamikaze da parte dei velivoli giapponesi. Dopo un periodo di riposo a Sydney, l'Uganda partecipò tra l'11 e il 13 giugno a un raid britannico contro le isole Caroline, coprendo un attacco della portaerei HMS Implacable alla base di Truk e cannoneggiando la base di idrovolanti di Dublon. Riassegnato alla United States Third Fleet il 6 luglio seguente, tra il 16 e il 20 luglio fornì copertura antiaerea a una task force britannica impegnata in raid e bombardamenti costieri del Giappone, in preparazione dell'invasione delle isole nipponiche stesse (operazione Downfall).

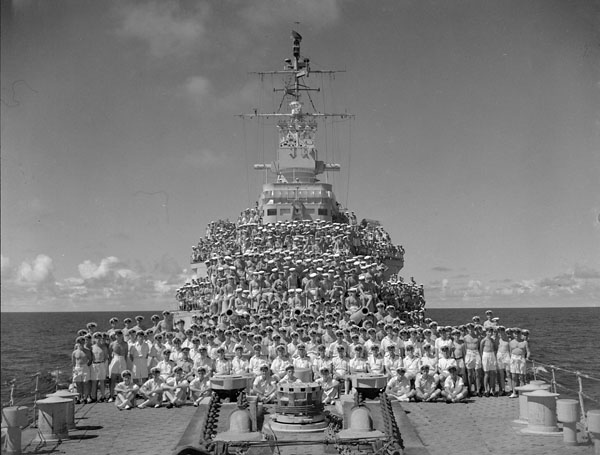
Foto di gruppo dell'equipaggio dellUganda nell'agosto 1945

L'impiego dell'unità nel Pacifico stava intanto divenendo motivo di controversia. La legislazione canadese vietava l'impiego di militari nazionali in operazioni di combattimento al di fuori del territorio americano, a meno che non si fossero esplicitamente offerti volontari per ciò; l'impiego nel 1944 di coscritti canadesi in operazioni non di combattimento nel teatro europeo era stato motivo di controversie politiche in patria, e il primo ministro canadese William Lyon Mackenzie King aveva promesso, durante la sua campagna elettorale per la rielezione nel 1945, che contro il Giappone sarebbero stati impiegati esclusivamente i volontari. Il 7 maggio 1945 il governo canadese richiese all'equipaggio dell'Uganda di esprimersi formalmente per la sua partecipazione volontaria alle operazioni belliche nel Pacifico: un diffuso malcontento era cresciuto tra i membri dell'equipaggio a causa delle cattive condizioni di vita e della mancanza di un'identità canadese per la nave, e come risultato 605 dei 907 marinai canadesi imbarcati si erano rifiutati di offrirsi volontari per il servizio contro il Giappone. Il comando britannico si rifiutò di dare seguito alla richiesta fino al 27 luglio, quando infine accettò di rimpiazzare l'unità canadese con l'incrociatore HMS Argonaut; dopo una sosta a Pearl Harbor, l'Uganda rientrò quindi in patria ad Esquimalt il 4 agosto 1945.
Nel dopoguerra l'Uganda fu impiegato come nave scuola per la Royal Canadian Navy, compiendo crociere addestrative in Atlantico e divenendo la prima unità navale canadese a doppiare Capo Horn; posto in riserva il 1º agosto 1947, l'incrociatore fu rimesso in servizio attivo il 14 gennaio 1952 sotto il nuovo nome di Quebec (in onore dell'omonima provincia canadese), partecipando ad alcune missioni durante la guerra di Corea. Nel 1953 il Quebec fu la nave ammiraglia della squadra canadese inviata a partecipare alla parata navale di Spithead durante i festeggiamenti per l'incoronazione di Elisabetta II del Regno Unito. L'unità fu nuovamente radiata dal servizio attivo il 15 giugno 1956 e posta in riserva; lo scafo fu infine inviato il 6 febbraio 1961 a Osaka per essere demolito.